# Partido Haitiano Tèt Kale
El Partido Haitiano Tèt Kale (en francés: Parti Haïtien Tèt Kale, PHTK) es un partido político haitiano. Tèt Kale significa "cabeza calva" en criollo haitiano.

## Historia
El partido se constituyó formalmente el 16 de agosto de 2012, siendo una formación partidaria del entonces Presidente Michel Martelly.
Para las elecciones presidenciales de 2015, Jovenel Moïse se presentó como el candidato del partido. Para las elecciones parlamentarias de 2015, el partido presentó 11 candidatos para el Senado y 99 para la Cámara de Diputados. En la primera ronda de las elecciones legislativas, cuatro candidatos del PHTK fueron elegidos de inmediato. El partido obtuvo un total de 26 escaños en la Cámara de Diputados y dos escaños en el Senado. El candidato presidencial Jovenel Moise, respaldado por el presidente saliente Michel Martelly, ganó la mayoría de los votos en la primera vuelta de las elecciones presidenciales de 2015. Las elecciones, sin embargo, fueron anuladas y Moïse finalmente triunfó en las nuevas elecciones de 2016 con más de un 55% de los votos.

## Resultados electorales

### Presidencial
|  | 32.81 % |

|  | 55.60 % |

### Parlamentarias
| Año     | %                | Escaños |
| ------- | ---------------- | ------- |
| 2015-16 | \| \| 34.01 % \| | 31/119  |
|         | 34.01 %          |         |